# Strømafbrydelsen 23. september 2003
Strømafbrydelsen 23. september 2003 12:30 til 16:00 oplevedes på Sjælland og i Sydsverige med en flere timer lang strømafbrydelse af elnettet. Strømafbrydelsen skyldtes især to faktorer:
1. På det svenske kernekraftværk i Oskarshamn blev en af de to reaktorer koblet ud på grund af en fejl i et kølevandsanlæg. Herved forsvandt ca. 1.200 MW fra elnettet.
2. Fem minutter senere fejlede en adskiller på en transformatorstation i Horred 50 km sydøst for Göteborg, hvorved blok 1 og 2 på Ringhals-værket blev koblet af elnettet. Herved forsvandt yderligere ca. 1.800 MW fra elnettet.

De danske kraftværker kæmpede i ca. 90 sekunder for at genoprette spændingen og især frekvensen, der nu var faldet voldsomt, hvorefter de alle blev koblet af nettet. Det tog flere timer at genoprette elforsyningen.

## Rollen for H.C Ørstedværkets dieselmotor
Det er en udbredt myte, at H.C Ørstedværkets B&W-dieselmotor fra 1932 spillede en afgørende rolle i dødstarten af det danske elnet. Dog nævner Elkraft Systems 25 sider lange hændelsesrapport ikke andet i den henseende end, at: "Dieselgeneratoren på H.C. Ørsted Værket kan under meget specielle/gunstige forhold også benyttes som dødstartsmulighed".  For det andet redegør medarbejder på H.C Ørestedværket Erik Daugaard for forløbet i debatsektionen for Nyhedsmagasinet Ingeniøren. Iflg. Erik Daugaard blev H.C Ørstedværkets dieselmotor startet op under strømafbrydelsen. Ligeledes blev dieselmotor iflg. Erik Daugaard brugt til at opstarte en af H.C Ørestedværkets kedler. Kedlen blev dog ikke brugt til at starte en turbine op, men derimod til at sikre at der kunne leveres fjernvarmedamp til det københavnske dampnet.
Selvom motoren gjorde gavn under strømafbrydelsen, var den således ikke med til at dødstarte det sjællandske højspændingsnet. Nettet blev derimod spændingssat fra Sverige.     
Motoren er i dag udstillet på museet DieselHouse.